# Megacyllene boryi
Megacyllene boryi es una especie de escarabajo longicornio del género Megacyllene, tribu Clytini, subfamilia Cerambycinae. Fue descrita científicamente por Castelnau y Gory en 1841.

## Descripción
Mide 6,5-11 milímetros de longitud.

## Distribución
Se distribuye por Argentina, Brasil, Chile, Paraguay y Uruguay.